# 아프리카화꿀벌
아프리카화꿀벌(Africanized honey bee)은 양봉꿀벌과 아프리카꿀벌의 잡종이다.
1950년대 꿀 생산량을 늘리기 위해 브라질에서 들여왔다. 그러나 1957년 26개 무리가 사고로 검역소를 탈출했고, 그 이후 중남기 전역으로 퍼져나가 1985년에는 북미 대륙에까지 도달했다. 매우 강한 공격성과 무리행동으로 인명피해를 내어 살인벌(killer bee)이라는 별명도 있다. 벌집은 미국 텍사스주 남부에서 1990년에 발견되었다.